# Sopa

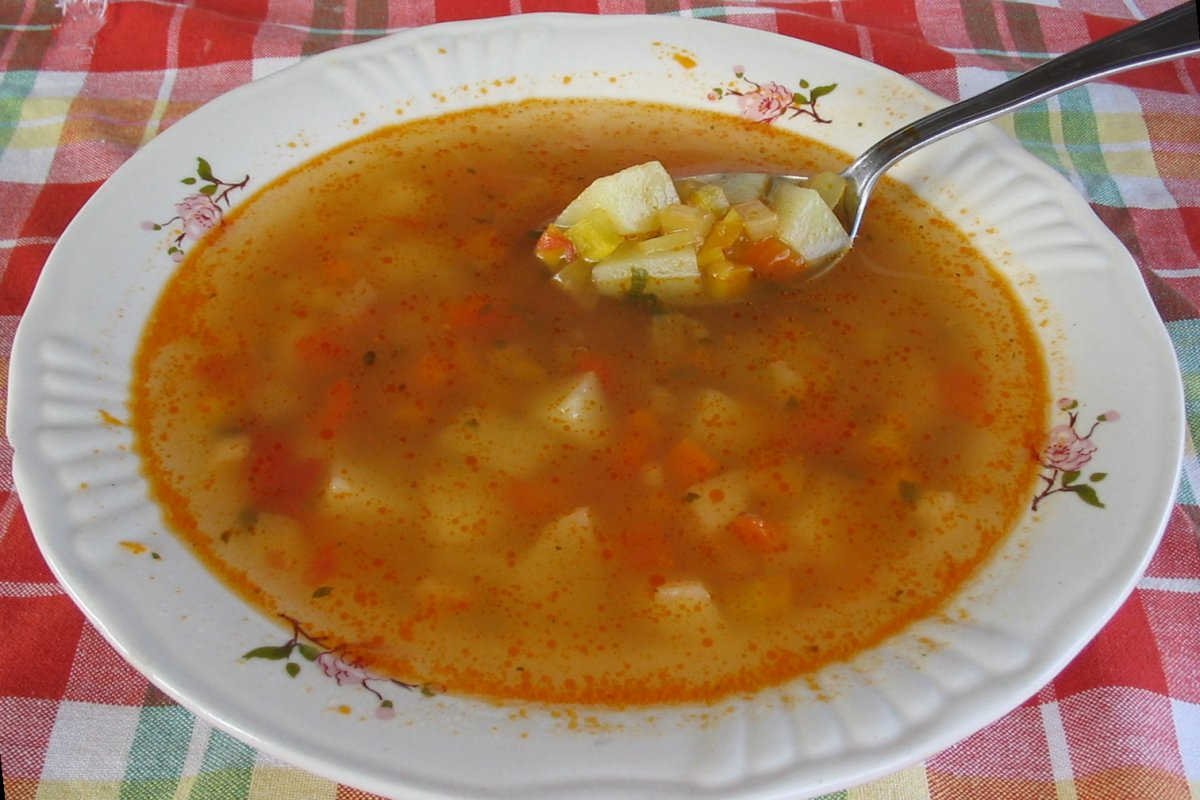
Sopa

La sopa és un plat alimentós de base líquida, generalment aigua. És més elaborada que un brou, i està destinada a ingerir-se amb cullera. Es poden fer en una olla o, actualment, també en una olla de pressió. La sopa de verdures es pot dir minestra
Quan es fa una sopa, s'afegeixin al brou original els ingredients que donaran nom a la sopa, durant un procés de cocció. Segons els ingredients, la sopa pren el seu nom: sopa de peix (es fa el brou bullint el peix de roca i s'hi afegeix un sofregit de ceba, all, tomata i com a pasta: pa ratllat, sèmola, o bé arròs), sopa d'espàrrec, sopa de ceba, etc.
Algunes d'aquestes sopes poden tenir com ingredient comú el pa, que s'afegeix en el moment del consum, generalment preparat en llesques de no gaire grossor. Existeixen també altres ingredients especialment indicats, per exemple la pasta (fideus gruixuts o fins, estrelletes, lletres, etc. tots ells fets amb pasta de farina i ou) o l'arròs
En general, qualsevol aliment propens a ser cuit pot ser emprat per a la sopa, com el pollastre, el porc, el cap de bestiar, el marisc, el peix i el pernil. Altres ingredients emprats amb freqüència són la sal, el julivert i l'ou dur picat.

## Origen
La sopa ja es cuinava al Neolític, i probablement és l'aliment cuinat més antic de la Humanitat. S'han trobat recipients antics per a cuinar sopes a tot el món, de totes les èpoques i cultures.
El mot sopa d'una paraula germànica suppa, «bocí de pa xopat de brou. Als textos medievals i d'altres, sobretot en medis rurals, de fins fa poc, fer sopes era tallar el pa a llesques. El mot escudella i el mot olla (i ollada, etc.), que es fan servir també per anomenar moltes sopes tradicionals, fan referència al recipient en què es cuinen. Modernament, en la cultura catalana una sopa és un plat líquid, no prou cremós perquè sigui considerat una crema o un puré, que es menja amb cullera i que pot tenir petits trossos d'aliments sòlids (crostons de pa, pa tallat a llesques fines, pilotetes, pasta, arròs, trossets petits de peix, marisc o verdures, etc.)

## Classificació de les sopes

### Segons la densitat
- Sopes clares o lleugeres: són les més líquides, ja que no contenen agents espessidors. El fons o el brou determina el sabor. En aquesta categoria entren els consomés i vins.
- Sopes espesses: un cop cuits, es trituren els ingredients, generalment vegetals, i comunament es lliguen amb nata o amb un roux. Tenen una aparença opaca, consistència cremosa i espessa. En aquesta categoria entren les cremes de verdures, els purés, els bisques o els chowders. En les sopes anomenades veloutés, es parteix d'un roux que es dilueix amb un brou o un fumet, i es pot afegir rovell d'ou. són anomenades sopes de crema o simplement cremes, d'una manera especial si en la composició porten llet, crema de llet o salsa beixamel.
- Sopes fortes: una tercera categoria que englobaria els cuits i potatges, inclou sopes calentes amb cos, en què directament es couen els ingredients que no es trituren. Unes preparacions molt similars la constitueixen la cassola xilena i el sancot dels països caribenys (Panamà, Colòmbia, Veneçuela, República Dominicana, Puerto Rico).

### Segons la temperatura
Es poden també distingir les sopes per la temperatura a què se serveixen, distingint-se entre sopes calentes i fredes, servides per sota de la temperatura ambient.

#### Sopes fredes
- Gaspatxo
- Salmorejo
- Vichyssoise

#### Sopes calentes
- Sopa de fideus
- Suquet de peix
- Sopes
- Sopa d'all

## Paquet de sopa
A la cuina menorquina existeix el que s'anomena «paquet de sopa», un conjunt d'ingredients que es poden afegir als brous i que consta d'api, pastanaga i farigola fresca. Això no vol dir que totes les sopes menorquines en tinguin, per exemple, a l'oliaigua no se'n sol posar.

## Sopes industrials
També existeix una varietat comercial de sopa deshidratada, normalment obtinguda per liofilització, amb tots els seus ingredients, que pot emprar-se per a elaborar aquest aliment d'una manera bastant ràpida. Altres, que es venen en tetra brick o en ampolla, han estat, després de liofilitzades i emmagatzemades així per ocupar menys espai, rehidratades amb aigua, de manera que només cal escalfar-les per menjar-les. Un altre derivat són els cubs de caldo o brou, que s'han d'esmicolar i es poden afegir a preparacions cassolanes, també n'hi ha en pols no compactats en cubs.

## Sopes UHT
Les sopes tenen una gran diversitat d'ingredients, el que proporciona una gran heterogeneïtat en característiques microbiològiques, com la càrrega d'espores de Bacillus, les quals són resistents a altes temperatures.
Per poder esterilitzar-les completament, la temperatura hauria de ser molt més alta que en una UHT. Això implicaria un producte massa cuit amb una disminució de la qualitat nutritiva i propietats organolèptiques, és a dir, les característiques que poden ser detectades pels sentits, com el sabor, textura, olor o color.
Per evitar aquesta disminució, les sopes son tractades amb UHT, ja que aquesta baixa la probabilitat de la càrrega d'espores.

## Cultura popular
Als Països Catalans un refrany molt conegut diu «qui menja sopes, se les pensa totes».
En castellà, el bodrio és una sopa fet de restes de sopa, verdures i llegums que es solia donar als pobres a les porteries d'alguns monestirs. La paraula hi ha esdevingut sinòmim d'una cosa desordenada, mal feta i de mal gust.
Segons la llegenda, Salvador Dalí, abans de morir, i quan feia temps que només s'alimentava per una sonda, va demanar que li preparessin una sopa d'all per acomiadar-se del món.
De la Mafalda, el personatge de còmic argentí, sabem que no li agrada gens la sopa.